# Marcos Ondruska
Marcos Ondruska (ur. 18 grudnia 1972 w Bloemfontein) – południowoafrykański tenisista.

## Kariera tenisowa
Karierę tenisową Ondruska rozpoczął w 1989 roku, a zakończył w 2005 roku.
W grze pojedynczej osiągnął trzy finały kategorii ATP World Tour.
W grze podwójnej Ondruska wygrał cztery tytuły o randze ATP World Tour oraz był uczestnikiem dwóch finałów.
W latach 1993–1998, 2001 reprezentował RPA w Pucharze Davisa. Rozegrał przez ten okres dwadzieścia jeden meczów singlowych, z których w dwunastu zwyciężył oraz wystąpił w jednym wygranym pojedynku deblowym.
Ondruska uczestniczył w 1996 roku w igrzyskach olimpijskich w Atlancie, gdzie doszedł do II rundy w grze pojedynczej.
W rankingu gry pojedynczej Ondruska najwyżej był na 27. miejscu (10 maja 1993), a w klasyfikacji gry podwójnej na 34. pozycji (2 sierpnia 1993).

### Finały w turniejach ATP World Tour
| Nazwa                              |
| ---------------------------------- |
| Wielki Szlem                       |
| Igrzyska olimpijskie               |
| ATP World Tour World Championships |
| ATP Masters Series                 |
| ATP Championship Series            |
| ATP World Series                   |

#### Gra pojedyncza (0–3)
| Końcowy wynik | Nr | Data                 | Turniej       | Nawierzchnia | Przeciwnik      | Wynik finału  |
| ------------- | -- | -------------------- | ------------- | ------------ | --------------- | ------------- |
| Finalista     | 1. | 20 września 1992     | Kolonia       | Ceglana      | Bernd Karbacher | 6:7(4), 4:6   |
| Finalista     | 2. | 28 lutego 1993       | Scottsdale    | Twarda       | Andre Agassi    | 2:6, 6:3, 3:6 |
| Finalista     | 3. | 20 października 1996 | Tel Awiw-Jafa | Twarda       | Javier Sánchez  | 4:6, 5:7      |

#### Gra podwójna (4–2)
| Końcowy wynik | Nr | Data                 | Turniej       | Nawierzchnia    | Partner          | Przeciwnicy                    | Wynik finału  |
| ------------- | -- | -------------------- | ------------- | --------------- | ---------------- | ------------------------------ | ------------- |
| Finalista     | 1. | 21 lutego 1993       | Filadelfia    | Dywanowa (hala) | Brad Pearce      | Jim Grabb Richey Reneberg      | 7:6, 3:6, 0:6 |
| Finalista     | 2. | 4 kwietnia 1993      | Durban        | Twarda          | Johan de Beer    | Lan Bale Byron Black           | 6:7, 2:6      |
| Zwycięzca     | 1. | 14 stycznia 1996     | Auckland      | Twarda          | Jack Waite       | Jonas Björkman Brett Steven    | walkower      |
| Zwycięzca     | 2. | 29 września 1996     | Palermo       | Ceglana         | Andrew Kratzmann | Cristian Brandi Emilio Sánchez | 7:6, 6:4      |
| Zwycięzca     | 3. | 20 października 1996 | Tel Awiw-Jafa | Twarda          | Grant Stafford   | No’am Behr Ejal Erlich         | 6:3, 6:2      |
| Zwycięzca     | 4. | 24 sierpnia 1997     | Long Island   | Twarda          | David Prinosil   | Mark Keil T.J. Middleton       | 6:4, 6:4      |